# Wolfgang Hartig
Wolfgang Hartig (* 11. März 1933 in Grüna (Sachsen)) ist ein deutscher Chirurg und Ernährungsmediziner. Er war bis 1998 chirurgischer Chefarzt am Klinikum St. Georg Leipzig und gilt als einer der Wegbereiter der klinischen Ernährungsmedizin in Deutschland.

## Werdegang
Wolfgang Hartig studierte ab 1951 in Leipzig Medizin. Er erhielt seine Approbation zum Arzt 1956 und wurde 1957 in Leipzig zum Dr. med. promoviert. Nach einer einjährigen Pflichtassistentenzeit in Limbach-Oberfrohna und Chemnitz und einem allgemeinpraktischen Jahr nahm er 1959 die Weiterbildung zum Facharzt für Chirurgie zunächst in Limbach-Oberfrohna auf, um sie 1964 in Borna bei Leipzig abzuschließen. Im selben Jahr ging er nach Leipzig zurück und begann als Assistenzarzt an der Chirurgischen Universitätsklinik bei Herbert Uebermuth. 1966 erfolgte die Ernennung zum Oberarzt und 1967 habilitierte er sich mit einer Arbeit über Untersuchungen zum Eiweißstoffwechsel in der frühen postoperativen Phase. 1968 erhielt er die Dozentur für das Fachgebiet Chirurgie und die Berufung zum Chefarzt der Klinik für Allgemein- und Abdominalchirurgie des Städtischen Klinikum St. Georg in Leipzig, eine Position, die er bis zu seiner Pensionierung Ende 1998 innehatte. 1977 wurde Hartig zum Professor ernannt.
Zusätzlich zu seiner klinischen Tätigkeit widmete sich Wolfgang Hartig seinen wissenschaftlichen Schwerpunkten, dem Postaggressionsstoffwechsel, der künstlichen Ernährung und Infusionstherapie. Das deutschsprachige Standardwerk Moderne Infusionstherapie: Ein Ratgeber f.d. chirurg. Praxis z. Behandlung von Störungen d. Wasser-, Elektrolyt-, Säure-Basen- u. Ernährungshaushaltes wurde von ihm erstmalig 1969 veröffentlicht und erlebte acht Auflagen.

## Ehrungen (Auswahl)
- 2004: Konrad-Lang-Medaille der Deutschen Gesellschaft für Ernährungsmedizin
- 1987: Ehrenmitglied der ungarischen Gesellschaft für Chirurgie
- 1986: Professor honoris causa der Universität von Ho-Chi-Minh-Stadt

## Veröffentlichungen (Auswahl)
- Wolfgang Hartig, Hans Konrad Biesalski, Wilfred Druml, Peter Fürst, Arved Weimann. Ernährungs- und Infusionstherapie. Standards für Klinik, Intensivstation und Ambulanz. Stuttgart, Thieme 2003. ISBN 978-3-13-130738-5